# José Valle
José Valle (Buenos Aires, 12 settembre 1920 – Buenos Aires, 16 settembre 1997) è stato un allenatore di calcio e calciatore argentino, di ruolo centrocampista.

## Carriera

### Giocatore
Giocò per tre anni nella Roma in Serie A.

### Allenatore
Dopo il ritirò allenò Leixões, Atlético CP, Vitória de Guimarães, Varzim e Braga.

## Palmarès

### Giocatore

#### Competizioni nazionali
- Campionato portoghese: 1

Porto: 1955-1956
- Coppa di Portogallo: 1

Porto: 1955-1956